# برونو غالر
برونو غالر، من مواليد 21 أكتوبر 1946، حكم كرة قدم سويسري دولي سابق.
و قد أدار مباراة واحدة في كأس العالم لكرة القدم 1982، وأدار نهائي كأس الاتحاد الأوروبي في عام 1989، وكأس الأمم الأوروبية لكرة القدم 1988 وكأس الأمم الأوروبية لكرة القدم 1992.

## وصلات خارجية
- برونو غالر على موقع Soccerway.com (الإنجليزية)